# أكاماي
أكاماي تكنولوجيز، آي إن سي (بالإنجليزية: Akamai Technologies, Inc)‏ هي شبكة توزيع محتوى ومقدم للخدمات السحابية، يقع مقرها في كامبردج ماساتشوستس في الولايات المتحدة. تعد شبكة توزيع المحتوى التي تملكها أكاماي واحدة من أكبر منصات الحوسبة الموزعة في العالم، وهي مسؤولة عن خدمة ما بين 15 إلى 30 بالمئة من المرور في الوب. تُشغل الشركة شبكة من الخوادم المنتشرة حول العالم وتؤجر مساحات على هذه الخوادم للعملاء الذين يريدون أن تعمل مواقع الوب الخاصة بهم على نحو أسرع، وذلك بتوزيع المحتوى من مواقع قريبة من المستخدمين زوار هذه المواقع. على مر السنوات، كان لأكاماي عملاء كبار مثل أبل وفيس بوك وبينج وتويتر وإيباي وهيلس كير.جوف. عندما يذهب زائر لأحد مواقع عملاء أكاماي، فإن متصفحه يعاد توجيهه إلى نسخ من هذه المواقع مخزنة على خوادم أكاماي، خدمات أكاماي من هذا النوع شبه مخفية للغالبية العظمى من مستخدميها.
جرى تأسيس الشركة في 1998 بواسطة دانيل إم. لوين (خريج جامعة إم آي تي) وأستاذ الرياضيات التطبيقية في إم آي تي توم لتون، وبالاشتراك مع جوناثان سيلج وبريتيش نجوان وراندال كابلان. قُتل لون على متن الرحلة الجوية أمريكان أيرلاينز الرحلة 11، والتي تحطمت في هجمات 11 سبتمبر في 2001. ويشغل لتون منصب المدير التنفيذي في أكاماي. وكلمة أكاماي هي كلمة هاوية تعني «ذكي» أو «حذق».

## وصلات خارجية
- الموقع الرسمي